# Hyperglomeris conspicua
Hyperglomeris conspicua är en mångfotingart som beskrevs av Sergei I. Golovatch 1983. Hyperglomeris conspicua ingår i släktet Hyperglomeris och familjen klotdubbelfotingar. Inga underarter finns listade i Catalogue of Life.